# Копаев, Владимир Иванович
Владимир Иванович Копаев (31 января 1925, Славгород — 11 марта 2020, Новосибирск) — советский и российский художник, член Союза художников России (1997).

## Биография
Владимир Иванович Копаев родился 31 января 1925 года в Славгороде (Алтайская губерния).
В 1935 году вместе с семьёй переехал в Новосибирск. Учился в общеобразовательной школе и ходил в кружок изобразительного искусства под руководством В. Ф. Штейн при Доме Пионеров.
В мае 1943 года призван в Советскую Армию. С 1943 года обучался в Белоцерковском военно-пехотном училище, затем служил младшим сержантом в 373-м запасном стрелковом полку (Балта, Одесская область), с 1945 по 1946 — в этапзаградкомендатуре, с 1946 по 1950 — в военной части 22137.
После окончания службы обучался в Костромском художественном училище (1950—1955). Был учителем черчения и рисования в новосибирских школах.
С 1955 года начал заниматься творчеством.
Похоронен на Заельцовском кладбище Новосибирска (квартал 7н).

## Участие в выставках
- VII выставка произведений художников Костромской области (1955, Кострома);
- зональная выставка «Сибирь социалистическая» в честь 100-летия со дня рождения В. И. Ленина (1969, Красноярск);
- региональныая выставка «Сибирь» (1991, Красноярск);
- региональная выставка «Сибирь» (1998, Красноярск);
- передвижная региональная выставка «Моя Сибирь» (2002, Новосибирск — Москва — Санкт Петербург);
- региональная выставка «Сибирь» (2008, Новосибирск).

## Работы
- Околица села Мочище (1995)
- На пляже (1996)
- Вечер на Оби (2002)
- Март на улице Владимировской (2003)
- Утро. Река Обь (2005)

## Награды
Удостоен медалей «За победу над Германией в Великой Отечественной войне 1941—1945 гг.», «30 лет Советской Армии и Флота» (1948), «Ветеран труда» (1984), «70 лет Вооруженным силам СССР» (1989), «50 лет Победы в Великой Отечественной войне» (1995).

### Творческие награды
Почетная грамота Новосибирского отделения Союза художников России (2005, Новосибирск), серебряная медаль «За веру и добро» Губернатора Кемеровской области (2008, Кемерово), благодарность Новосибирского отделения Союза художников России (2008, Новосибирск), серебряная медаль Союза художников России «Духовность, Традиции, Мастерство» (2010, Москва).